# Iglesia de la Disciplina
La Iglesia de la Disciplina es una iglesia de la ciudad italiana de Villafranca di Verona. 

## Historia
El conde Giorgio Maffei doono en 1499 a la Confraternita dei Disciplinati el Oratorio Della Disciplina o della Visitazione, cuya fachada fue construida entre finales del siglo XVII y mediados del XVIII.

## Descripción
Su fachada barroca presenta bajorrelieve sobre el portal, mientras su interior alberga en su interior el precioso "Mortorio" del siglo XV, recientemente restaurado, con nueve estatuas de madera del siglo XVI que representan a Cristo Muerto, San Juan, Nicodemo, José de Arimatea, la Virgen, María de Cleofás, María Betania, María Magdalena y el donante de la Iglesia, el Conde Giorgio Maffei, y cuatro siluetas del siglo XVIII. De notable importancia son el "Vía Crucis", de la segunda mitad del siglo XVIII, y el gran retablo de Orazio Farinati de 1607 con la Visitación de la Virgen a Santa Isabel y los Santos José y Zacarías.